# Републикански път III-9061
Републикански път IIІ-9061 е третокласен път, част от Републиканската пътна мрежа на България, преминаващ изцяло по територията на Бургаска област, Община Несебър. Дължината му е 7,7 km.
Пътят се отклонява наляво при 43,6 km на Републикански път III-906 североизточно от село Александрово и се насочва на югоизток през широката долина на Хаджийска река. Преминава северно от село Тънково, пресича реката и в западната част на курортния комплекс Слънчев бряг се свързва с Републикански път I-9 при неговия 202,5 km.
| Пътища, отклоняващи се надясно (населено място, № на пътя, посока на пътя) | km  | Пътища, отклоняващи се наляво (посока на пътя, № на пътя, населено място) |
| -------------------------------------------------------------------------- | --- | ------------------------------------------------------------------------- |
| Община Несебър, III-906, 43,6 km ←                                         | 0,0 | ← 43,6 km, III-906, Община Несебър                                        |
| (за с. Тънково) общински път ←                                             | 3,5 |                                                                           |
| (до ГКПП Малко Търново) I-9, 202,5 km, к.к. Слънчев бряг ←                 | 7,7 | ← к.к. Слънчев бряг, 202,5 km, I-9 (от ГКПП Дуранкулак)                   |